# Pégase Express
Pégase Express im Parc Astérix (Plailly, Hauts-de-France, Frankreich) ist eine Stahlachterbahn vom Modell Family Coaster des Herstellers Gerstlauer Amusement Rides, die am 11. Juni 2017 eröffnet wurde.

## Fahrt
Die 928 m lange Strecke beginnt mit einem Reibräder-Abschuss aus der Station heraus. Nach einigen Kurven folgt der 21 m hohe Kettenlifthill, womit auch der höchste Punkt der Strecke erreicht wird. Auf der Abfahrt wird eine Höchstgeschwindigkeit von 52 km/h erreicht und es wird ein Tunnel durchfahren, bevor ein weiterer Lifthill erreicht wird. Dieser befördert den Zug allerdings nicht per Kette, sondern mittels Reibrädern in 13 m Höhe. Oben angekommen wird der Zug in eine Art Garage gefahren. Sobald der Zug in dieser Garage ist, schließt sich ein Tor hinter dem Zug und es folgt eine kurz Show. Wenn die Show zu Ende ist, öffnet sich das Tor wieder und der Zug wird rückwärts aus der Station beschleunigt. Hier wird allerdings nicht die vorher vorwärts gefahrene Strecke rückwärts durchfahren. Stattdessen hat während der Show eine Weiche ein Schienenstück bewegt. Dadurch fährt der Zug nun einen weiteren Streckenabschnitt. Nachdem der Zug in der Schlussbremse angekommen ist, wird vor der Bremse eine Weiche bewegt und der Zug fährt wieder zurück in die Station.

## Züge
Pégase Express besitzt vier Züge mit jeweils zehn Wagen. In jedem Wagen können zwei Personen (eine Reihe) Platz nehmen.